# A sötétség balkeze
A sötétség balkeze (The Left Hand of Darkness) Ursula K. Le Guin 1969-ben megjelent társadalmi sci-fi-regénye. A kötet az írónő Hain-ciklusának 6. része. A ciklusból magyarul emellett csupán az első (A kisemmizettek) és a hetedik rész (A rege) jelent meg. 1987-ben a Locus sci-fi és fantasy magazin szavazásán minden idők második legjobb SF regényének ítélték az olvasók.

## Történet
|  | Alább a cselekmény részletei következnek! |

A Gethenre (Tél bolygóra) érkezett a Követ, Genly Ai, hogy a nyolcvan különféle bolygó alkotta világszövetség, az Ekumen képviseletében kapcsolatot teremtsen az éghajlatilag a jégkorszakban, műszakilag viszont modernségben élő emberekkel. A távoli gyökereitől eltávolodott emberi faj alkalmazkodott az itteni szélsőséges időjárási körülményekhez, ahol nincsenek madarak, így még a mesékben élő angyalok is hópehelyként ereszkednek alá, szárnyak nélkül. Ai és a helyiek között alapvető különbségek vannak. Az itt élők szexualitása megváltozott: a kemmernek nevezett, szexuálisan aktív időszak csak havonta néhány napra jelentkezik a bolygó lakóin, és csupán ilyenkor válnak férfivá vagy nővé, máskülönben a kettő közötti állapotban léteznek. 
A fejlett galaktikus világszövetség nem hódítani és terjeszkedni akar, hanem megtalálni a valaha rég szétszóródott emberiség részeit, valamint velük javak, tudás és eszmék kereskedelmét folytatni. A küldött két egymással vetélkedő, eltérő társadalmi berendezkedésű országban is megpróbálkozik a kapcsolatfelvétellel, és még egy eldugott szerzetesrendet is felkeres egy jövőjóslatért. Tisztában van vele, hogy egyedül rendkívül nehéz feladatra vállalkozott, bár munkáját korábbi felderítők beszámolói, valamint az Ekumen egy távoli szakértőcsoportja is támogatja. Egy karhidai politikus, Therem Estraven a segítségére lesz Ainak, de Tibe cselszövése miatt a két egymással rokonszenvező ember bajba sodródik. 
Külön-külön, de menekülniük kell a Karhidával szomszédos Orgoreynbe. Az ottani, a felszínen jól működő, demokratikusabb állam kezdetben segítőkésznek mutatkozik a két segítségre szoruló emberrel szemben. A követet azonban váratlanul letartóztatják, és egy távoli kényszermunkatáborban találja magát. Az élete is komoly veszélybe kerül, ahonnan csak egy kiutat enged a hatalom: lábbal előre. Estraven azonban megszökteti a követet, mindketten újra menekülni kényszerülnek. Hosszú utazásuk alatt Genly megismeri az itteni természet félelmetes erejét, és egy igaz barátra is talál. A nehéz és viszontagságos úton a Jégen át eljutnak Karhidába, ahol Ainak sikerül beteljesítenie a küldetését.
|  | Itt a vége a cselekmény részletezésének! |

Az írónő teljességében átélte saját világát, számos szót talált ki a Gethen nyelvén, függelékben összegzi a fontosabb fogalmakat, mítoszokat mutat be közjátékként, megteremtve az olvasó számára a hitelesség illúzióját.

## Szereplők
- Genly Ai, az Ekumen küldötte
- Therem Harth rem ir Estraven, Karhida miniszterelnöke[3]
- XV. Argaven, Karhida királya
- Pemmer Harge rem ir Tibe, Argaven unokaöccse
- Obsle, Yegey, Shusgis: Orgoreyn harminchárom tanácsosa közül három

## Magyarul
- A sötétség balkeze. Tudományos fantasztikus regény; ford. Baranyi Gyula, életrajz Kuczka Péter, tan. Erőss László; Kozmosz Könyvek, Budapest, 1979 (Kozmosz fantasztikus könyvek)